# Лукашувка
Лукашувка (пол. Łukaszówka) — село в Польщі, у гміні Красничин Красноставського повіту Люблінського воєводства.
Населення — 78 осіб (2011).
У 1975-1998 роках село належало до Холмського воєводства.

## Демографія
Демографічна структура станом на 31 березня 2011 року:
|          | Загалом | Допрацездатний вік | Працездатний вік | Постпрацездатний вік |
| -------- | ------- | ------------------ | ---------------- | -------------------- |
| Чоловіки | 35      | 7                  | 20               | 8                    |
| Жінки    | 43      | 2                  | 20               | 21                   |
| Разом    | 78      | 9                  | 40               | 29                   |